# Morcegos
Morcego (pl. Morcegos).- indijansko pleme nastanjeno u brazilskoj državi Mato Grosso na rezervatu Terra Indígena Tirecatinga, općina Sapezal. Ime im u prijevodu znači 'šišmiši'. Jezična pripadnost nije poznata.
Morcegos Indijance spominje još P. H. Fawcett, prema kojemu su ime zaslužili po običaju, da bi se noći krili a danju izlazili van iz svojih skloništa. Španjolci su ih nazivali Cabelludos, a Indijanci s ruba civilizacije Tatu (=armadillo).
Skloništa ovih Indijanaca bijahu zemunice koje su ukopavali u zemlju, široke oko 12 stopa i prekrivene granjem, lišćem i zemljom. 